# 瀬戸口廉也
瀬戸口 廉也（せとぐち れんや、1978年2月3日 - ）は、日本の小説家・シナリオライター。
フリーで、アダルトゲームのシナリオを主に手懸けている。好きな言葉は愛。

## 略歴
元々は一般企業のサラリーマンとして働いていた。退社後、友人に誘われアダルトゲーム業界入りをする。その時点では、アダルトゲームは1996年頃にパソコンを買ったとき少しプレイをした程度であった。業界に入ってからも、サンプルとしてもらったゲームの冒頭と話題作の体験版をプレイするのみで、最近のアダルトゲームに至っては全くやっていないと述べている。
シナリオライターとして活動中の2004年に、瀬戸口名義でシナリオを担当した『CARNIVAL』の小説化作品を二次元ドリームノベルズより刊行したのが小説デビュー作となる。
2008年2月6日、自身のブログにて引退を発表する。その後、2009年9月1日に新宿ロフトプラスワンで開催されたトークイベント「エロゲー古今東西 金町工場長かく語りき出張版」にゲスト出演した。なお、このゲスト出演の際の一言目で、瀬戸口廉也は自分自身を小説家の「唐辺葉介」と名乗った。
瀬戸口廉也名義での執筆活動は引退発表後なかったが、2017年3月31日にビジュアルノベル『Black Sheep Town』の監督・シナリオ担当を告知した。
2017年4月1日、OVERDRIVEのFINAL PROJECTのシナリオ担当であることが告知され、2018年4月1日にMUSICUS!の製作が正式発表された。
2022年9月24日、アニプレックスのノベルゲーム製作ブランド“ANIPLEX.EXE”にて瀬戸口が企画・シナリオを担当する『ヒラヒラヒヒル』を2023年に発売することを発表。2023年11月17日発売。

## 作品
いずれも商業作品。

### ゲームシナリオ
- CARNIVAL（S.M.L、2004年）
- SWAN SONG（Le.Chocolat、2005年）
- キラ☆キラ（OVERDRIVE、2007年）
- MUSICUS!（OVERDRIVE、2019年）
- Black Sheep Town (BA-KU、2022年[7])
- ヒラヒラヒヒル(ANIPLEX.EXE、2023年)

### 小説
- CARNIVAL（二次元ドリームノベルズ、2004年）

### 唐辺葉介名義
- PSYCHE （スクウェア・エニックス・ノベルズ、2008年7月26日発売） ISBN 978-4-7575-2343-2
- PSYCHE（文庫） （星海社文庫、2012年6月10日発売） ISBN 978-4-06-138931-1
- 犬憑きさん 上 （スクウェア・エニックス・ノベルズ、2009年3月27日発売） ISBN 978-4-7575-2537-5
- 犬憑きさん 下 （スクウェア・エニックス・ノベルズ、2009年5月22日発売） ISBN 978-4-7575-2577-1
- ドッペルゲンガーの恋人 （星海社FICTIONS、2011年8月17日発売） ISBN 978-4-0613-8810-9
- 死体泥棒 （星海社FICTIONS、2011年12月16日発売） ISBN 978-4061388215
- 電気サーカス（アスキー・メディアワークス、2013年11月21日発売）ISBN 978-4048660662
- つめたいオゾン （富士見L文庫、2014年9月13日発売）ISBN 978-4-04-070224-7

- 暗い部屋 （2010年）
  - 2009年に発売中止となった同名の小説をデジタル化したものであり、実質はデジタル小説である。DVDになったことで演出が加えられた。
- セカンドノベル 〜彼女の夏、15分の記憶〜 （日本一ソフトウェア、『音の色』、2010年）